# Métropole du Grand Paris

Kaartje van de deelnemende gemeenten aan de Métropole du Grand Paris in Île-de-France

De Métropole du Grand Paris (MGP) is een Franse bestuurseenheid die verantwoordelijk is voor verschillende bestuurstaken in Parijs en omgeving. Hij is ingesteld per 1 januari 2016.
Deze bestuurseenheid omvat 131 gemeenten, waaronder Parijs zelf, 123 gemeenten uit de departementen van de Petite Couronne, en een zevental grote gemeenten uit de daarbuiten gelegen Grande Couronne. De regio van de MGP heeft zo'n 7 miljoen inwoners (Parijs intra-muros 2,4 miljoen), en de oppervlakte van de regio is zeven keer die van Parijs. De MGP is ingevoerd om de ongelijkheid tussen de verschillende gemeenten tegen te gaan, en de rol van de regio Parijs in de wereld te verstevigen. Het gebied van de MGP is opgedeeld in een elftal zogenaamde Établissements publics territoriaux, eenheden die vergelijkbaar zijn met een intercommunalité maar die feitelijk binnen het Franse bestuurstelsel geen equivalent hebben. De instelling van de MGP kan niet helemaal los gezien worden van bestuurlijke veranderingen binnen Parijs zelf; zo werd onder meer aangestuurd op het samenvoegen van de eerste vier arrondissementen van Parijs.

## Bestuur
De MGP wordt bestuurd door een Metropolitane Raad die bestaat uit 209 vertegenwoordigers die aangewezen zijn door de bestuurders van de betrokken plaatsen. De zetel van de eerste vergadering was het Palais d'Iéna in het zevende arrondissement van Parijs. Als eerste voorzitter werd Patrick Ollier van de politieke partij Les Républicains gekozen.

## Taken
De MGP hield zich tot 2017 alleen bezig met milieuzaken en economische ontwikkeling. In 2017 kwamen daar ook huisvesting en ruimtelijke ordeningstaken bij. Een en ander wordt betaald uit belastingen op bedrijven, en uit bijdragen van de deelnemende gemeentes.